# Віняшур-Бія (присілок)
Віняшу́р-Бія́ (рос. Виняшур-Бия) — присілок у складі Селтинського району Удмуртії, Росія.

## Населення
Населення — 14 осіб (2010; 27 в 2002).
Національний склад станом на 2002 рік:
- росіяни — 85 %

## Урбаноніми[3]
- вулиці — Річкова